# جام باشگاه‌های تهران ۱۳۵۹
جام باشگاه‌های تهران ۱۳۵۹ دوره‌ای از مسابقات جام باشگاه‌های تهران بود که در سال ۱۳۵۹ برگزار شد. در این سال ۱۱۴ تیم در ۱۴ گروه از تاریخ بیستم فروردین ۱۳۵۹ برای تعیین تیمهای دسته‌های اول و دوم و سوم و چهارم مسابقات خود را آغاز کردند که در پایان از هر گروه تیمهای اول به دسته یک باشگاه‌های تهران راه یافتند. این چهارده تیم شامل استقلال، بانک ملی، کیان، هما، شاهین، آرارات، تهران‌جوان، پرسپولیس، بوتان، صنایع دفاع ملی، نفت، راه‌آهن، اکباتان و برق بودند.
این جام به خاطر شروع جنگ ایران و عراق نیمه‌تمام ماند.
| این مقاله نیاز به بررسی و تکمیل و بهبود دارد |

## گروه‌های چهارده‌گانه

### جدول رده‌بندی گروه هفتم
| رتبه | باشگاه     | بازی | برد | مساوی | باخت | گل‌زده | گل‌خورده | امتیاز |
| ---- | ---------- | ---- | --- | ----- | ---- | ----- | ------- | ------ |
| ۱    | استقلال    | ۷    | ۶   | ۱     | ۰    | ۲۷    | ۱       | ۲۶     |
| ۲    | همایون     | ۷    | ۵   | ۲     | ۰    | ۱۸    | ۱       | ۲۴     |
| ۳    | مرکز آمار  | ۷    | ۳   | ۲     | ۲    | ۶     | ۶       | ۱۸     |
| ۴    | ایزد مهر   | ۷    | ۳   | ۲     | ۲    | ۱۱    | ۱۳      | ۱۸     |
| ۵    | جنرال تایر | ۷    | ۳   | ۱     | ۳    | ۹     | ۱۵      | ۱۷     |
| ۶    | نکوگر      | ۷    | ۲   | ۱     | ۴    | ۹     | ۱۳      | ۱۴     |
| ۷    | زمانی      | ۷    | ۰   | ۲     | ۵    | ۶     | ۱۹      | ۹      |
| ۸    | شاه مردان  | ۷    | ۰   | ۱     | ۶    | ۶     | ۲۴      | ۸      |

منبع

## گلزنان برتر
| # | گلزنان         | تعداد گل | تیم     |
| - | -------------- | -------- | ------- |
| ۱ | حسین فداکار    | ۱۱       | هما     |
| ۲ | محمدعلی اسکویی | ۱۱       | سعدآباد |
| ۳ | هادی آهنگران   | ۱۱       | اکباتان |
| ۴ | آلبرت باغومیان | ۱۰       | آرارات  |

منبع